# Pseudomennis hermes
Pseudomennis hermes là một loài bướm đêm trong họ Geometridae.